# Đurđenovac
Đurđenovac è un comune della Croazia di 3 071 abitanti della Regione di Osijek e della Baranja.

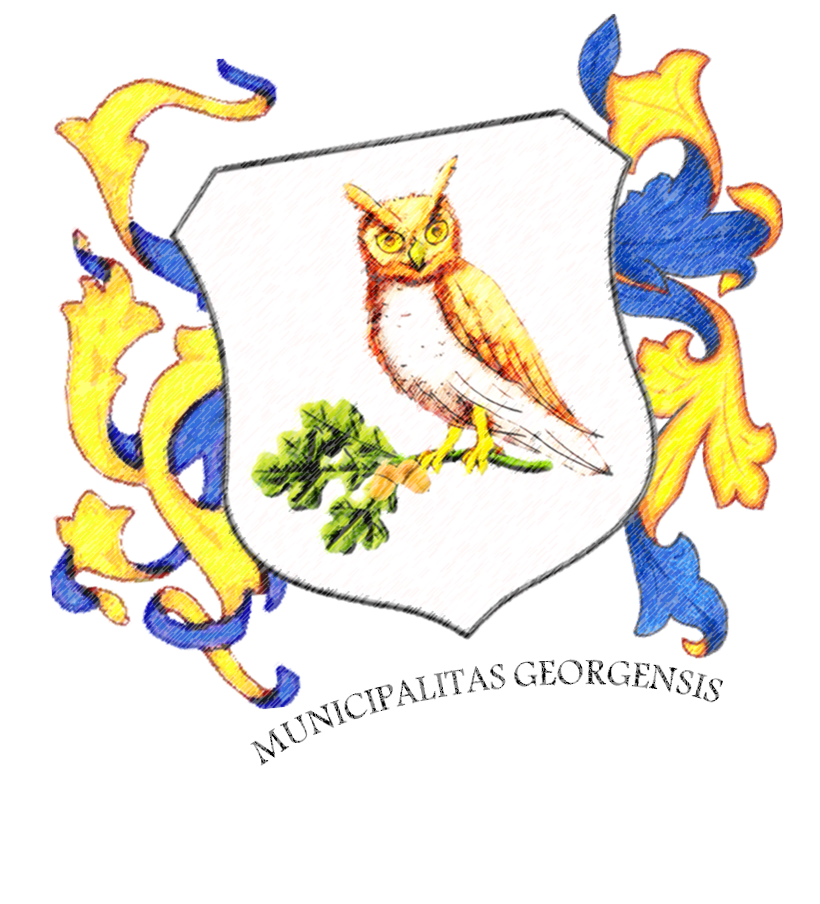
Stemma del comune di Đurđenovac